# Йохан Йоахим фон Зинцендорф
Йохан Йоахим фон Зинцендорф (на немски: Johann Joachim Graf von Sinzendorf; * 1613; † 11 ноември 1665) е граф от род Зинцендорф от 28 ноември 1648 г., фрайхер в Ернстбрун в Корнойбург и Рогендорф в Долна Австрия.
Родът Зинцендорф е издигнат през 1610 г. на фрайхер, през 1653 г. на имперски граф и 1803 г. на имперски княз. Родът „фон Зинцендорф“ се различава и не трябва да се бърка с род „Цинцендорф и Потендорф“ от Долна Австрия.

## Произход
Той е големият син (от пет деца) на фрайхер Августин фон Зинцендорф (1590 – 1642) и съпругата му фрайин Елизабет фон Траутмансдорф (1587 – 1653), дъщеря на фрайхер Йохан Фридрих фон и цу Траутмансдорф († 1614) и Ева фон Траутмансдорф. Брат е на Зигмунд Фридрих фон Зинцендорф († 1679) и на държавника Рудолф фон Зинцендорф (1620 – 1677).
На 28 ноември 1648 г. той, заедно с братята му Рудолф и Зигмунд Фридрих, е издигнат на граф.
Родът изчезва по мъжка линия през 1822 г. През 1828 г. след дълги наследствени конфликти дворецът и господството Ернстбрун отиват на княз Хайнрих LXIV Ройс-Кьостриц (1787 – 1856).

## Фамилия
Йохан Йоахим фон Зинцендорф се жени пр. 1655 г. за графиня Мария Анна Максимилиана Терезия фон Алтхан (* 25 август 1635, Виена; † 11 октомври 1689, Виена), дъщеря на граф Михаел Адолф фон Алтхан (1574 – 1636) и Мария Ева фон Щернберг (1605 – 1668). Те имат един син:
- Йохан Вайхард Михаел Венцел фон Зинцендорф (* 9 януари 1656; † 1 октомври 1715), граф, фрайхер в Ернстбрун, Рогендорф, женен 1686 г. във Виена за ландграфиня Елизабет Мария Магдалена фон Фюрстенберг (* 22 юли 1658; † 14 декември 1719), дъщеря на ландграф Максимилиан Франц фон Фюрстенберг-Щюлинген (1634 – 1681) и Мария Магдалена фон Бернхаузен († 1702);[4] имат една дъщеря:
  - Мария Естер Елизабет фон Зинцендорф († пр. 1736), омъжена на 4 септември 1715 г. за граф Франц Антон Карл Берхтолд (* 10 март 1691)

Вдовицата му Мария Максимилиана фон Алтхан се омъжва втори път 1674 г. за граф Антон Франц фон Колалто и Сан Салваторе (* 1630; † 7 юли 1696).